# Il sogno di Scipione
 Il sogno di Scipione (El sueño de Escipión) es una acción teatral en un acto, compuesta por Wolfgang Amadeus Mozart (1772) basado en texto de Pietro Metastasio, en italiano. Lleva por número KV 126. 
Se compuso para el arzobispo de Salzburgo, representándose ante el nuevo arzobispo, Hieronymus von Colloredo, el 29 de abril o el 1 de mayo de 1772.

## Historia
Se cree que Mozart compuso la obra en homenaje al arzobispo de Salzburgo Segismundo III de Schrattenbach. Sin embargo, el prelado falleció en diciembre de 1771, y en marzo de 1772 fue designado como su sucesor Colloredo. Esta pieza tuvo entonces algún cambio, como la dedicatoria y escenificándose en la residencia arzobispal inmediatamente después de su “elevación al trono episcopal”.
Parece que al arzobispo Colloredo le gustó esta pieza filosófica y hay biógrafos que consideran que, gracias a ella, Mozart obtuvo el nombramiento como “Konzertmeister”. 
La ópera no volvió a representarse hasta enero de 1979, en la Semana de Mozart de Salzburgo.
Esta ópera rara vez se representa en la actualidad; en las estadísticas de Operabase aparece con solo 7 representaciones en el período 2005-2010.
El 19 de mayo de 2013 Lirica Lado B compañía de teatro lírico independiente presentó el estreno en Argentina en el marco de su temporada "Mozart+Salieri".

## Sinopsis
La acción transcurre en África, en la región en que reinaba Masinisa. 
El protagonista es Publio Cornelio Escipión Emiliano (muerto en 129 a. C.) , modelo de hombre de estado para Cicerón. 
Escipión el Joven descansa en la citada región. En el sueño, se le aparecen dos diosas: la Fortuna y la Constancia, para que elija a una de ellas como guía y protectora. Escipión les pide tiempo, pues no tiene el corazón ni la mente en disposición de elegir. Ambas diosas contestan a sus preguntas. Escipión quiere saber dónde está, y le indican que en el Templo del Cielo, y que las magníficas luces que ve son las estrellas, y que la música que oye es la armonía de las esferas. 
Escipión pregunta quién crea esta armonía. Constancia le responde que hay un poder detrás de ellas, que mueve las esferas como las cuerdas de una cítara. Escipión pregunta por qué los mortales no oyen ese sonido en la Tierra, y Constancia le explica que se debe a la insuficiencia de sus sentidos. Escipión quiere saber, entonces, quién vive en ese mundo eterno. Fortuna le señala un cortejo que se aproxima: héroes, sus antecesores, los más grandes hijos de Roma. 
En el mismo sueño aparecen los antepasados de Escipión: Escipión el Africano, abuelo de adopción, y Emilio Pablo, su padre natural. Publio Escipión le asegura que la luz de la inmortalidad resucita el cuerpo. El que ha pensado y dedicado su vida a los otros, vivirá para siempre; el que vive solo para sí mismo no merece la inmortalidad. Escipión busca a su padre, y se alegra al verlo. Pero Emilio Pablo le dice que la alegría en el cielo es completa, al no estar acompañada de sufrimiento. La Tierra, pequeña, miserable, cubierta de nubes, está llena de gente indiferente al dolor ajeno. Horrorizado, Escipión pide a su padre que le deje quedarse en esa tierra eterna. Sin embargo, Publio le dice que él tiene que llevar a cabo una gran misión en la Tierra: destruir al enemigo, después de que elija entre Fortuna y Constancia.
Escipión pregunta a Fortuna qué ayuda le ofrece para llevar a cabo su tarea. Ella le dice que su poder de destruir y crear, corromper la inocencia y autorizar el mal. Constancia, en cambio, dice que solo ella puede conceder el poder de la lealtad. La virtud solo algunas veces es derrotada por la violencia, mientras que los malos actos son transitorios, a diferencia de los buenos. Fortuna no puede privar a los héroes de la esperanza y la fe. Escipión muestra su sabiduría y prudencia escogiendo la Constancia, desafiando sin temor a Fortuna, porque es el reino eterno lo que prefiere su corazón. 
La diosa Fortuna se enfurece y desencadena su ira en forma de tormenta. Escipión mantiene su coraje y se despierta, de nuevo en el reino de Masinisa, sintiendo que a su lado está la Constancia. Al despertar, Escipión se confirma en sus propósitos de fidelidad a su diosa elegida, reconociendo en el sueño un mensaje de los dioses.
La historia concluye con una “Licenza”, dirigida al nuevo Arzobispo, con la inevitable moraleja, recordando que el verdadero protagonista del poema es él, y no Escipión el Joven.

## Valoración musical
- Instrumentación original

La orquesta consiste en cuerda, dos flautas, oboes, trompas, trompetas, timbales y bajo continuo. 
- Libreto

El texto es de Pietro Metastasio, en forma de serenata dramática que compuso en 1735 para la coronación del emperador Carlos VI con el título Il sogno di Scipione. 
Esta alegoría retomaba un tema clásico, el Somnium Scipionis (Sueño de Escipión), contenido en el sexto libro de la obra De re publica (Sobre la república), de Cicerón. Es una visión onírica del filósofo romano, en la cual Publio Cornelio Escipión Emiliano conoce a su abuelo por la adopción, Escipión el Africano, héroe de la segunda guerra púnica la Cartago de Aníbal Barca. 
Es un libreto ya musicado por otros compositores de la época, como Johann Adolf Hasse (1699-1783), Giuseppe Sarti (1729-1802), Gluck, Niccolo Jommelli (1741-1790), Niccolò Piccinni (1728-1800) y Galuppi. Pretende ser un homenaje al nuevo príncipe.
- Estructura musical

La obertura de esta ópera es la parte más destacable de la misma. Meses después, el propio Mozart la modificó ligeramente para hacer de ella una pieza de concierto independiente (KV 161). En un momento posterior le añadió un presto como movimiento suplementario (KV 163). Esta nueva obertura como pieza independiente tiene el número 141a en el nuevo catálogo Köchel. 
Es una ópera de un solo acto, compuesta por once arias y dos coros, más un recitativo acompañado, el diálogo entre Fortuna y Escipión “E ben provami”.
De las piezas vocales de esta ópera, destacan: 
N.º 2: Lieve sono al par del vento (diosa Fortuna)
N.º 3: Ciglio che al sol si gira (diosa Constancia)
N.º 6: Voi colaggiù ridete (Emilio Pablo)
N.º 7: Quercia añosa su l’erte pendice (Pablo)
N.º 9: Biancheggia in mar lo scoglio (diosa Constancia)
N.º 10: Di che sei l’arbitra (Escipión)
N.º 11 Licencia: Ah perché cercar degg’io (soprano)
- Valoración

Mozart tenía dieciséis años cuando la compuso. Se enfrentó a un tema clásico con fines apologéticos. Se trata de un trabajo de circunstancia que sólo adquiere carácter más personal y mozartiano en los momentos de la descripción del sueño, recreado por música de flautas, y en el despertar de Escipión, en el único recitativo de la ópera, “tumultuoso y típicamente mozartiano, pero de clara derivación italiana” (Abert, citado por A. Poggi). Las arias se asemejan mucho a las de Ascanio in Alba, del año anterior, si bien resultan más largas, brillantes y elaboradas.

## Discografía
Hay una grabación de esta ópera, con dirección de Leopold Hager, con Edith Mathis, Edita Gruberová, Lucia Popp, Peter Schreier, Thomas Moser, Coro de Cámara de Salzburgo y la Orquesta del Mozarteum de Salzburgo (1979, Philips). Esta grabación tuvo lugar inmediatamente antes de la ejecución en concierto del 20 de enero de 1979, su estreno mundial después de 208 años.